# 招允
招允（1929年—1975年），中國詠春拳武術家，他是葉問的入室弟子。
招允祖籍廣東佛山，他於八歲的時候開始拜堂兄招就為師，學習詠春拳。其身材矮小、聰明精悍。第二次國共內戰後遷居香港，拜葉問為師，成為葉問的第三個徒弟（一說葉問的第三個徒弟是徐尙田）。招允是葉問唯一一位入室弟子。1955年他正式自立門戶，開設詠春勁招會館授徒。葉問手書「詠春正統」牌匾一幅贈與他，該匾額至今仍懸挂在會館之中。劉煒、狄龍、李海生、葉尚華等人都是招允的徒弟。
1975年，招允因肺癌去世。